# Kollodium
Kollodium (från grekiska kollodes; limaktig, klibbig) är en segflytande lösning av cellulosanitrat i t. ex. en blandning av eter och etanol. Utpenslat bildar det, sedan lösningsmedlet avdunstat en tunn, vattenlöslig hinna av cellulosanitrat. Kollodium kan användas vid sårbehandling och som lack eller klister.

## Historik
Kollodium bildar en halvgenomskinlig, klar vätska av tjockare siraps konsistens. Kollodium begagnades till pensling av mindre sår eller såriga hudytor, på vilka det genom lösningsmedlets hastiga avdunstning, bildades ett hinnaktigt skyddande överdrag. Då kollodium direkt på en hudlöshet eller sår vållar smärta och retning, anbringades i regel närmast såret bomull eller dylikt, varefter kollodium ströks utanpå förbandet, vilket därav blev tätt och fäst vid underlaget. Hinnan av oblandat kollodium är något spröd och genom att blanda i lite ricinolja blir kollodiumhinnan i viss mån elastisk. Denna blandning kallas collodium elasticum.
Ämnet hade även en användning tidigt inom fotograferingstekniken genom den så kallade våta kollodiumprocessen, vilken år 1851 publicerades av Frederick Scott Archer. Denna gick ut på att negativfilm på glasplåt framställdes genom att en glasskiva belades med kollodium uppblandat med jod och bromsalt samt ett ljuskänsligt skikt av silvernitratlösning.